# Partecipanti al Grand Prix Cycliste de Québec 2024
Elenco dei partecipanti al Grand Prix Cycliste de Québec 2024.
Il Grand Prix Cycliste de Québec 2024 è stato la tredicesima edizione della corsa. Alla competizione presero parte 24 squadre: 18 iscritte all'UCI World Tour 2024, 5 UCI ProTeam e una selezione nazionale.
Ciascuna delle squadre è composta da sette ciclisti, per un totale di 168 accreditati alla partenza.

## Corridori per squadra
Nota: R ritirato, NP non partito, FT fuori tempo, SQ squalificato
| Lotto Dstny                | Lotto Dstny                | Lotto Dstny                | UAE Team Emirates       | UAE Team Emirates       | UAE Team Emirates       | Team Visma-Lease a Bike | Team Visma-Lease a Bike | Team Visma-Lease a Bike |
| -------------------------- | -------------------------- | -------------------------- | ----------------------- | ----------------------- | ----------------------- | ----------------------- | ----------------------- | ----------------------- |
| N°                         | Ciclista                   | Clas.                      | N°                      | Ciclista                | Clas.                   | N°                      | Ciclista                | Clas.                   |
| 1                          | Arnaud De Lie              | 13°                        | 11                      | Tadej Pogačar           | 7°                      | 21                      | Matteo Jorgenson        | 35°                     |
| 2                          | Logan Currie               | R                          | 12                      | Igor Arrieta            | R                       | 22                      | Tiesj Benoot            | 4°                      |
| 3                          | Jenno Berckmoes            | 51°                        | 13                      | Juan Ayuso              | 89°                     | 23                      | Wilco Kelderman         | 21°                     |
| 4                          | Maxim Van Gils             | 53°                        | 14                      | Finn Fisher-Black       | R                       | 24                      | Bart Lemmen             | 71°                     |
| 5                          | Sébastien Grignard         | 125°                       | 15                      | Rafał Majka             | 123°                    | 25                      | Per Strand Hagenes      | 5°                      |
| 6                          | Brent Van Moer             | 102°                       | 16                      | Domen Novak             | R                       | 26                      | Jan Tratnik             | 72°                     |
| 7                          | Florian Vermeersch         | 101°                       | 17                      | Tim Wellens             | 88°                     | 27                      | Milan Vader             | 68°                     |
| Ineos Grenadiers           | Ineos Grenadiers           | Ineos Grenadiers           | Soudal Quick-Step       | Soudal Quick-Step       | Soudal Quick-Step       | Lidl-Trek               | Lidl-Trek               | Lidl-Trek               |
| N°                         | Ciclista                   | Clas.                      | N°                      | Ciclista                | Clas.                   | N°                      | Ciclista                | Clas.                   |
| 31                         | Laurens De Plus            | 86°                        | 41                      | Julian Alaphilippe      | 81°                     | 51                      | Toms Skujiņš            | 22°                     |
| 32                         | Andrew August              | 82°                        | 42                      | Gil Gelders             | 78°                     | 52                      | Andrea Bagioli          | 25°                     |
| 33                         | Connor Swift               | R                          | 43                      | Antoine Huby            | 106°                    | 53                      | Julien Bernard          | 79°                     |
| 34                         | Ben Swift                  | 69°                        | 44                      | Luke Lamperti           | 11°                     | 54                      | Patrick Konrad          | 100°                    |
| 35                         | Michael Leonard            | 117°                       | 45                      | Fausto Masnada          | 77°                     | 55                      | Dario Cataldo           | R                       |
| 36                         | Artem Shmidt               | 95°                        | 46                      | Pieter Serry            | R                       | 56                      | Bauke Mollema           | 6°                      |
| 37                         | Magnus Sheffield           | 50°                        | 47                      | Ilan Van Wilder         | 34°                     | 57                      | Quinn Simmons           | 24°                     |
| Decathlon AG2R La Mondiale | Decathlon AG2R La Mondiale | Decathlon AG2R La Mondiale | Red Bull-Bora-Hansgrohe | Red Bull-Bora-Hansgrohe | Red Bull-Bora-Hansgrohe | Alpecin-Deceuninck      | Alpecin-Deceuninck      | Alpecin-Deceuninck      |
| N°                         | Ciclista                   | Clas.                      | N°                      | Ciclista                | Clas.                   | N°                      | Ciclista                | Clas.                   |
| 61                         | Paul Lapeira               | 49°                        | 71                      | Jai Hindley             | 42°                     | 81                      | Axel Laurance           | R                       |
| 62                         | Alex Baudin                | 14°                        | 72                      | Sergio Higuita          | 28°                     | 82                      | Tobias Bayer            | 75°                     |
| 63                         | Stan Dewulf                | 55°                        | 73                      | Bob Jungels             | 43°                     | 83                      | Michael Gogl            | 113°                    |
| 64                         | Dorian Godon               | 56°                        | 74                      | Jonas Koch              | 48°                     | 84                      | Henri Uhlig             | 112°                    |
| 65                         | Dries De Bondt             | 93°                        | 75                      | Max Schachmann          | 27°                     | 85                      | F. Van Den Bossche      | 120°                    |
| 66                         | Aurélien Paret-Peintre     | 46°                        | 76                      | Matteo Sobrero          | 87°                     | 86                      | Stan Van Tricht         | 91°                     |
| 67                         | Lawrence Warbasse          | 47°                        | 77                      | Frederik Wandahl        | 16°                     | 87                      | Gianni Vermeersch       | 12°                     |
| Groupama-FDJ               | Groupama-FDJ               | Groupama-FDJ               | EF Education-EasyPost   | EF Education-EasyPost   | EF Education-EasyPost   | Bahrain Victorious      | Bahrain Victorious      | Bahrain Victorious      |
| N°                         | Ciclista                   | Clas.                      | N°                      | Ciclista                | Clas.                   | N°                      | Ciclista                | Clas.                   |
| 91                         | Valentin Madouas           | 36°                        | 101                     | Ben Healy               | R                       | 111                     | Matej Mohorič           | 30°                     |
| 92                         | Olivier Le Gac             | 85°                        | 102                     | Mikkel Honoré           | 29°                     | 112                     | Nikias Arndt            | R                       |
| 93                         | Romain Grégoire            | 19°                        | 103                     | Lukas Nerurkar          | 38°                     | 113                     | Pello Bilbao            | 9°                      |
| 94                         | Thibaud Gruel              | 74°                        | 104                     | Neilson Powless         | 8°                      | 114                     | Santiago Buitrago       | 83°                     |
| 95                         | Rudy Molard                | 3°                         | 105                     | Sean Quinn              | 61°                     | 115                     | Nicolò Buratti          | 92°                     |
| 96                         | Enzo Paleni                | R                          | 106                     | Stefan de Bod           | 108°                    | 116                     | Matevž Govekar          | R                       |
| 97                         | Clément Russo              | 116°                       | 107                     | Michael Valgren         | 111°                    | 117                     | Edoardo Zambanini       | 10°                     |
| Movistar Team              | Movistar Team              | Movistar Team              | Team Jayco AlUla        | Team Jayco AlUla        | Team Jayco AlUla        | Arkéa-B&B Hotels        | Arkéa-B&B Hotels        | Arkéa-B&B Hotels        |
| N°                         | Ciclista                   | Clas.                      | N°                      | Ciclista                | Clas.                   | N°                      | Ciclista                | Clas.                   |
| 121                        | Alex Aranburu              | 37°                        | 131                     | Michael Matthews        | 1°                      | 141                     | Michel Ries             | R                       |
| 122                        | Jon Barrenetxea            | 23°                        | 132                     | Lawson Craddock         | R                       | 142                     | Ewen Costiou            | 84°                     |
| 123                        | Iván García Cortina        | 32°                        | 133                     | Luke Durbridge          | R                       | 143                     | Anthony Delaplace       | 109°                    |
| 124                        | Ruben Guerreiro            | 15°                        | 134                     | Lucas Hamilton          | 114°                    | 144                     | Élie Gesbert            | 115°                    |
| 125                        | Johan Jacobs               | 103°                       | 135                     | Michael Hepburn         | R                       | 145                     | Matis Louvel            | 18°                     |
| 126                        | Sergio Samitier            | 58°                        | 136                     | Jan Maas                | R                       | 146                     | Clément Venturini       | 26°                     |
| 127                        | Gonzalo Serrano            | 59°                        | 137                     | Simon Yates             | 54°                     | 147                     | Pierre Thierry          | 118°                    |
| Team DSM-Firmenich PostNL  | Team DSM-Firmenich PostNL  | Team DSM-Firmenich PostNL  | Intermarché-Wanty       | Intermarché-Wanty       | Intermarché-Wanty       | Cofidis                 | Cofidis                 | Cofidis                 |
| N°                         | Ciclista                   | Clas.                      | N°                      | Ciclista                | Clas.                   | N°                      | Ciclista                | Clas.                   |
| 151                        | Romain Bardet              | 90°                        | 161                     | Biniam Girmay           | 2°                      | 171                     | Bryan Coquard           | R                       |
| 152                        | Warren Barguil             | 80°                        | 162                     | Francesco Busatto       | 41°                     | 172                     | Ion Izagirre            | 44°                     |
| 153                        | Romain Combaud             | 129°                       | 163                     | Alexy Faure Prost       | R                       | 173                     | Gorka Izagirre          | R                       |
| 154                        | Sean Flynn                 | 33°                        | 164                     | Lorenzo Rota            | 17°                     | 174                     | Nolann Mahoudo          | 64°                     |
| 155                        | Martijn Tusveld            | R                          | 165                     | Dion Smith              | 94°                     | 175                     | Anthony Perez           | 70°                     |
| 156                        | Frank van den Broek        | 119°                       | 166                     | Roel Sintmaartensdijk   | R                       | 176                     | Harrison Wood           | 62°                     |
| 157                        | Kevin Vermaerke            | 39°                        | 167                     | Georg Zimmermann        | 60°                     | 177                     | Axel Zingle             | 105°                    |
| Astana Qazaqstan Team      | Astana Qazaqstan Team      | Astana Qazaqstan Team      | Israel-Premier Tech     | Israel-Premier Tech     | Israel-Premier Tech     | Uno-X Mobility          | Uno-X Mobility          | Uno-X Mobility          |
| N°                         | Ciclista                   | Clas.                      | N°                      | Ciclista                | Clas.                   | N°                      | Ciclista                | Clas.                   |
| 181                        | Alberto Bettiol            | 20°                        | 191                     | Derek Gee               | 110°                    | 201                     | Tobias Johannessen      | 52°                     |
| 182                        | Dmitrij Gruzdev            | R                          | 192                     | Guillaume Boivin        | 31°                     | 202                     | Fredrik Dversnes        | 97°                     |
| 183                        | Max Kanter                 | 124°                       | 193                     | Jakob Fuglsang          | 65°                     | 203                     | Ådne Holter             | 122°                    |
| 184                        | Michael Mørkøv             | 121°                       | 194                     | Hugo Houle              | 67°                     | 204                     | Jonas Hvideberg         | 99°                     |
| 185                        | Cees Bol                   | R                          | 195                     | Krists Neilands         | 40°                     | 205                     | Anders Johannessen      | 128°                    |
| 186                        | Rüdiger Selig              | R                          | 196                     | Corbin Strong           | R                       | 206                     | Anders Skaarseth        | 63°                     |
| 187                        | Simone Velasco             | 66°                        | 197                     | Stephen Williams        | 73°                     | 207                     | Markus Hoelgaard        | 45°                     |
| Tudor Pro Cycling Team     | Tudor Pro Cycling Team     | Tudor Pro Cycling Team     | Team Novo Nordisk       | Team Novo Nordisk       | Team Novo Nordisk       | Selezione canadese      | Selezione canadese      | Selezione canadese      |
| N°                         | Ciclista                   | Clas.                      | N°                      | Ciclista                | Clas.                   | N°                      | Ciclista                | Clas.                   |
| 211                        | Marius Mayrhofer           | 107°                       | 221                     | Antonio Polga           | R                       | 231                     | Quentin Cowan           | 76°                     |
| 212                        | Lucas Eriksson             | 127°                       | 222                     | Sam Brand               | 131°                    | 232                     | Félix Bouchard          | R                       |
| 213                        | Alexander Kamp             | 57°                        | 223                     | David Lozano            | 98°                     | 233                     | Jérôme Gauthier         | R                       |
| 214                        | Florian Stork              | 96°                        | 224                     | Andrea Peron            | R                       | 234                     | Félix Hamel             | R                       |
| 215                        | Yannis Voisard             | R                          | 225                     | Alex Perracchione       | 104°                    | 235                     | Leonard Peloquin        | R                       |
| 216                        | Hannes Wilksch             | 130°                       | 226                     | Filippo Ridolfo         | R                       | 236                     | James Piccoli           | R                       |
| 217                        | Luc Wirtgen                | 126°                       | 227                     | Logan Phippen           | R                       | 237                     | Jonas Walton            | R                       |